# Nuit blanche mayenne
Vous pouvez aider à l'améliorer ou bien discuter des problèmes sur sa page de discussion.
- Il ne cite pas suffisamment ses sources. Vous pouvez indiquer les passages à sourcer avec {{référence nécessaire}} ou {{Référence souhaitée}}, et inclure les références utiles en les liant aux notes de bas de page. (Marqué depuis juillet 2025)
- Son ton est trop promotionnel ou publicitaire, voire hagiographique. Le texte doit adopter un ton neutre et encyclopédique. (Marqué depuis juillet 2025)

- Archive Wikiwix
- Bing
- Cairn
- DuckDuckGo
- E. Universalis
- Gallica
- Google
- G. Books
- G. News
- G. Scholar
- Persée
- Qwant
- (zh) Baidu
- (ru) Yandex
- (wd) trouver des œuvres sur Wikidata

 (août 2025).
Motif : Pas de sources. Evènement local.
- Archive Wikiwix
- Bing
- Cairn
- DuckDuckGo
- E. Universalis
- Gallica
- Google
- G. Books
- G. News
- G. Scholar
- Persée
- Qwant
- (zh) Baidu
- (ru) Yandex
- (wd) trouver des œuvres sur Wikidata

| 1. | Préciser le motif de la pose du bandeau. | Précisez le motif de la pose du bandeau en utilisant la syntaxe suivante : {{admissibilité à vérifier\|date=août 2025\|motif=remplacez ce texte par le motif}}                            |
| 2. | Informer les utilisateurs concernés.     | Pensez à avertir le créateur de l'article, par exemple, en insérant le code ci-dessous sur sa page de discussion : {{subst:avertissement admissibilité à vérifier\|Nuit blanche mayenne}} |

Depuis 2007, l'art contemporain investit la ville de Mayenne, dans le département de Mayenne, afin de proposer la Nuit Blanche. Instaurée par le Kiosque, Centre d'action culturelle du pays de Mayenne et avec le soutien de la ville de Mayenne et surtout de sa grande sœur parisienne, la Nuit Blanche de Mayenne a de nouveau été proposée le samedi 3 octobre 2009.

## But
Le but de cet évènement est de faire découvrir de jeunes artistes contemporains, au détour de la ville. Ce projet, également soutenu par la Chapelle des Calvairiennes (le centre d'art de la ville de Mayenne) va, comme la fois précédente, s'installer chez des particuliers et dans l'ensemble de l'espace public de la ville de Mayenne. Le principal objectif de cet évènement est de faire découvrir ce qu'est l'art contemporain aux visiteurs et surtout montrer les démarches des artistes afin d'expliquer les œuvres.

## Éditions

### 2007
En 2007, la ville de Mayenne a étrenné ses premières facéties[Quoi ?] dans la réalisation d'une Nuit Blanche, moment de découverte de l'art contemporain. Lors de l'édition de 2007, des artistes comme Nicolas Buffe, Eric Croes, Olivier Kosta-Théfaine, Vincent Mauger, Carole Rivalin et beaucoup d'autres. La ville de Mayenne avait été occupée principalement sur la place Clemenceau allant jusqu'au château.
Cette première édition a rassemblé près de 3 500 visiteurs.

### 2009
Pour sa deuxième édition à Mayenne, la Nuit Blanche, réinvestit les rues de Mayenne pour faire à nouveau rêver petits et grands. Cela se déroula le samedi 3 octobre 2009 de 19h00 à 03h00.